# Air Support
Air Support est un jeu vidéo de stratégie développé et édité par Psygnosis en 1992 sur Amiga. Il est sorti sur Atari ST en 1993.

## Équipe de développement
- Programmation : Alaric J. Binnie
- Graphismes : Jeff Bramfitt, Jim Ray Bowers
- Musique : Paul Summers

## À noter
Le jeu propose des séquences en 3D fil de fer en vue subjective. Des lunettes 3D étaient proposées avec le jeu.